# Samuel Sosa
Samuel Alejandro Sosa Cordero (sinh ngày 17 tháng 12 năm 1999) là cầu thủ bóng đá người Venezuela ở vị trí tiền đạo ở giải Venezuela Primera División cho Deportivo Táchira.

## Sự nghiệp quốc tế
Sosa được gọi lên đội tuyển U-20 Venezuela cho giải Giải vô địch bóng đá U-20 thế giới 2017. Anh ấy ghi bàn thắng thứ bảy trong trận đấu chiến thắng 7–0 trước U-20 Vanuatu.

## Thống kê

### Câu lạc bộ
Tính đến ngày 27 tháng 12 năm 2018
| Thành tích CLB      | Thành tích CLB      | Thành tích CLB      | Giải VĐQG | Giải VĐQG | Cúp  | Cúp | Châu lục | Châu lục | Tổng cộng | Tổng cộng |
| CLB                 | Mùa                 | Mùa                 | Trận      | Bàn       | Trận | Bàn | Trận     | Bàn      | Trận      | Bàn       |
| ------------------- | ------------------- | ------------------- | --------- | --------- | ---- | --- | -------- | -------- | --------- | --------- |
| Deportivo Táchira   | 2016                | 2016                | 14        | 1         | 0    | 0   | 1        | 0        | 15        | 1         |
| Deportivo Táchira   | 2017                | 2017                | 22        | 7         | 0    | 0   | 2        | 0        | 24        | 7         |
| Deportivo Táchira   | Tổng cộng           | Tổng cộng           | 36        | 8         | 0    | 0   | 3        | 0        | 39        | 8         |
| Talleres            | 2017–18             | 2017–18             | 1         | 0         | 1    | 0   | 0        | 0        | 2         | 0         |
| Talleres            | 2018–19             | 2018–19             | 1         | 0         | 0    | 0   | 0        | 0        | 1         | 0         |
| Talleres            | Tổng cộng           | Tổng cộng           | 2         | 0         | 1    | 0   | 0        | 0        | 3         | 0         |
| Tổng cộng sự nghiệp | Tổng cộng sự nghiệp | Tổng cộng sự nghiệp | 38        | 8         | 1    | 0   | 3        | 0        | 42        | 8         |